# Euptychia smithorum
Euptychia smithorum är en fjärilsart som beskrevs av Robert Grant Wind 1946. Euptychia smithorum ingår i släktet Euptychia och familjen praktfjärilar. Inga underarter finns listade i Catalogue of Life.